# Lankhorst (plaats)
Lankhorst is een buurtschap in de Nederlandse provincie Overijssel, behorend bij de gemeente Staphorst.
De bebouwing bestaat merendeels uit boerderijen, die in de vorm van lintbebouwing langs de Lankhorsterweg gelegen zijn.
Het nabijgelegen knooppunt van de A28 met de A32, knooppunt Lankhorst, ontleent zijn naam aan deze buurtschap.
Hoofdplaats: Staphorst      Dorpen: Rouveen · IJhorst

Buurtschappen: Halfweg · Hamingen · Lankhorst · De Leijen · De Lichtmis (deels) · Punthorst · Slingenberg (deels) · Westerhuizingerveld (deels)

Overijssel · Steden en dorpen in Overijssel      Nederland · Provincies · Gemeenten